# ギリギリくりぃむ企画工場
『GIRIGIRIくりぃむ企画工場』（ギリギリくりぃむきかくこうじょう）は、2013年9月30日から2014年3月24日までテレビ朝日で放送されていたバラエティ番組。

## 概要
くりぃむシリーズ第5弾の番組。2013年9月23日まで放送されていた『グリグリくりぃむ』をリニューアルしたものである。
さまざまな企画を試すという意味で「企画工場」と銘打たれていた。2013年中は『くりぃむのまいったなぁ互助会』を放送することが多く、11月9日（土）にはスペシャル番組（15:30〜17:25）として放送された。また、『まいったなぁ互助会』はゲスト出演者に対するドッキリを仕掛けるためのダミー企画としても使用された。
2014年4月4日金曜2時20分から『くりぃむナンチャラ』としてリニューアル。

## 出演者
レギュラー（司会）
- くりぃむしちゅー（上田晋也・有田哲平） - 字幕放送では有田の声は黄色、上田の声は水色、ナレーションとその他の声は白になっている。

## ネット局と放送時間
| 放送対象地域   | 放送局                 | 系列           | 放送日時                 | 放送開始日     | 遅れ日数   |
| -------------- | ---------------------- | -------------- | ------------------------ | -------------- | ---------- |
| 関東広域圏     | テレビ朝日（EX）       | テレビ朝日系列 | 月曜 25時51分 - 26時21分 | 2013年9月30日  | 制作局     |
| 岡山県・香川県 | 瀬戸内海放送（KSB）    | テレビ朝日系列 | 月曜 24時20分 - 24時50分 | 2013年10月7日  | 7日遅れ    |
| 愛媛県         | 愛媛朝日テレビ（eat）  | テレビ朝日系列 | 月曜 25時20分 - 25時50分 | 2013年10月14日 | 14日遅れ   |
| 福岡県         | 九州朝日放送（KBC）    | テレビ朝日系列 | 火曜 25時15分 - 25時45分 | 2013年10月15日 | 15日遅れ   |
| 山口県         | 山口朝日放送（YAB）    | テレビ朝日系列 | 月曜 24時15分 - 24時45分 | 2013年10月20日 | 14日遅れ   |
| 岩手県         | 岩手朝日テレビ（IAT）  | テレビ朝日系列 | 月曜 25時20分 - 25時50分 | 2013年10月21日 | 21日遅れ   |
| 青森県         | 青森朝日放送（ABA）    | テレビ朝日系列 | 月曜 24時45分 - 25時15分 | 2013年10月28日 | 28日遅れ   |
| 石川県         | 北陸朝日放送（HAB）    | テレビ朝日系列 | 月曜 25時30分 - 26時00分 | 2013年10月28日 | 28日遅れ   |
| 福島県         | 福島放送（KFB）        | テレビ朝日系列 | 火曜 24時50分 - 25時20分 | 2013年10月29日 | 29日遅れ   |
| 日本全国       | テレ朝チャンネル1      | CS放送         | 土曜 22時00分 - 22時30分 | 2013年11月2日  | 再放送あり |
| 長崎県         | 長崎文化放送（NCC）    | テレビ朝日系列 | 火曜 25時51分 - 26時21分 | 2013年11月5日  | 36日遅れ   |
| 宮城県         | 東日本放送（KHB）      | テレビ朝日系列 | 木曜 24時20分 - 24時50分 | 2013年11月7日  | 38日遅れ   |
| 熊本県         | 熊本朝日放送（KAB）    | テレビ朝日系列 | 土曜 25時55分 - 26時25分 | 2013年11月16日 | 47日遅れ   |
| 大分県         | 大分朝日放送（OAB）    | テレビ朝日系列 | 木曜 25時15分 - 25時45分 | 2013年12月12日 | 73日遅れ   |
| 鹿児島県       | 鹿児島放送（KKB）      | テレビ朝日系列 | 月曜 25時15分 - 25時45分 | 2014年1月27日  | 126日遅れ  |
| 静岡県         | 静岡朝日テレビ（SATV） | テレビ朝日系列 | 日曜 24時58分 - 25時28分 | 2014年3月9日   | 160日遅れ  |

## スタッフ
- ナレーター：佐藤賢治
- 企画：上田晋也、有田哲平
- 構成：渡辺真也、町田裕章、北本かつら、樅野太紀
- TM：大島秀一
- カメラ：門倉秀樹
- 音声：中西由香里
- 照明：小峯芳記、吉岡駿
- 美術：井磧伸介
- デザイン：濱野恭平
- 美術進行：入江大介、廣澤陽子
- 大道具：小宮山博章
- ヘアメイク：小川和美
- CG：南治樹、真栄城樹
- 音効：加藤つよし
- 編集：米澤武史、久保田和樹
- MA：近藤宏紀
- 編成：吉村周
- 宣伝：高橋夏子
- TK：吉条雅美
- デスク：相馬恵美
- 協力：テレビ朝日クリエイト、スウィッシュ・ジャパン、IMAGICA
- AD：山本健矢
- AP：吉田奈央
- ディレクター：藤本達也、土井功輔、宮本大輔、大野剛史、北野貴章
- プロデューサー：小田隆一郎
- ゼネラルプロデューサー：藤井智久
- 製作著作：テレビ朝日

### 過去のスタッフ
- 大道具：渡辺修綱
- プロデューサー・ディレクター：山内智未